# دانشگاه آزاد اسلامی واحد تهران غرب
دانشگاه آزاد اسلامی واحد تهران غرب، دانشگاهی غیر دولتی واقع در غرب شهر تهران، ایران است که موقعیت اصلی آن در شهرک غرب قرار دارد. این دانشگاه در سال ۱۳۷۳ به عنوان یکی از زیرمجموعه‌های دانشگاه آزاد اسلامی در پاسخ به افزایش تمایل به فراگیری تحصیلات عالی در ایران تأسیس شد. این دانشگاه یکی از برترین واحدهای دانشگاه آزاد اسلامی در کشور و شهر تهران است.

## تاریخچه
دانشگاه آزاد اسلامی تهران غرب، فعالیت خود را از ۱۲ بهمن ماه ۱۳۷۳ تحت عنوان مؤسسه فنی و آموزش عالی سما وابسته به دانشگاه آزاد اسلامی با جذب دانشجو به صورت تمام وقت در رشته کاربرد کامپیوتر در مقطع کاردانی ناپیوسته آغاز و در سال ١٣٧٨ با افزایش جذب دانشجو درمقطع کاردانی و کارشناسی، به واحد تهران سما تغییر نام یافت. در سال ۱۳۸۲ آموزشکده فنی و حرفه‌ای دخترانه تهران سما و در سال ۱۳۸۳ آموزشکده فنی حرفه‌ای پسرانه تهران سما با ظرفیت جذب دانشجو در مقطع کاردانی ناپیوسته به عنوان زیر مجموعه ایی از این واحد دانشگاهی راه اندازی گردیدند. در سال ۱۳۸۵ واحد تهران سما از سازمان سما منفک و به عنوان یکی از واحدهای دانشگاهی آزاد اسلامی فعالیت خود را ادامه و در سال ۱۳۸۶ رسماً با نام دانشگاه آزاد اسلامی واحد تهران غرب تغییر نام داد. در سال ۱۳۸۷ دانشگاه تهران غرب اقدام به جذب دانشجو در مقطع کارشناسی مهندسی معماری کرد و به دنبال آن طی سال‌های ۱۳۸۸–١٣٩٠ ضمن تکمیل رشته‌های فنی و مهندسی، مدیریت و علوم انسانی نسبت به جذب کادر هیئت علمی این واحد دانشگاهی اقدام گردید.
در تاریخچه دانشگاه آزاد اسلامی تهران غرب، سال ۱۳۹۳ را می‌توان به عنوان نقطه عطفی در شکل‌گیری، گسترش و ارتقای این دانشگاه معرفی نمود. در این سال ضمن گسترش فضای آموزشی، دانشکده هنر و معماری و متعاقب آن دانشکده مدیریت تأسیس و علاوه بر گسترش رشته گرایش‌های کارشناسی این دانشکده‌ها، در مقطع تحصیلات تکمیلی، در ۸ رشته گرایش دکتری و ۲۳ رشته گرایش کارشناسی ارشد اقدام به جذب دانشجو گردید بطوریکه در پایان سال ۹۳ تعداد دانشجویان این دانشگاه به بیش از ۱۰۰۰۰ نفر افزایش یافت.
سال‌های ۹۶–۹۴ را می‌توان به عنوان سال‌های گسترش فضای آموزشی، اصلاح و توسعه ساختار اداری و تکمیل نیروی انسانی، تجهیزات آزمایشگاهی و کارگاهی و زیر ساخت‌های فناوری اطلاعات، گسترش رشته گرایش‌های تحصیلات تکمیلی، راه اندازی مراکز تحقیقاتی و رشد، برقراری روابط و همکاری با مراکز صنعتی و پژوهشگاه‌ها نام برد بطوریکه دانشگاه آزاد اسلامی تهران غرب به عنوان واحد دانشگاه آزاد اسلامی پیشرو نه تنها در استان تهران بلکه در سطح کشور با دارا بودن قریب ۱۶۰۰۰ دانشجو در مقاطع کارشناسی، کارشناسی ارشد و دکتری در رشته‌های فنی و مهندسی، مدیریت، هنر و معماری و علوم انسانی، ۱۸۰عضو هیئت علمی، بیش از۳۲ آزمایشگاه و کارگاه، دو مرکز تحقیقاتی و مرکز رشد معرفی می‌گردد.

## دانشکده‌ها
این واحد دارای ۵ دانشکده می‌باشد: ۱ - فنی و مهندسی ۲ - مدیریت ۳ - علوم انسانی ۴ - هنر و معماری ۵ - علوم پایه و عمومی (صدرا)

### فنی مهندسی
این دانشکده دارای ۷ رشته-گرایش در مقطع کارشناسی، ۲۵ رشته-گرایش در مقطع کارشناسی ارشد و ۴ رشته-گرایش در مقطع دکتری می‌باشد.
دانشکده فنی و مهندسی دارای بیش از ۷۰۰۰ دانشجوی در حال تحصیل و مجهز به آزمایشگاه‌ها و کارگاه‌های عمران، صنایع و برق و الکترونیک می‌باشد و در نظر دارد تا نسبت به توسعه آزمایشگاه‌ها و کارگاه‌ها از نظر کیفی اقدام نماید. ضمناً کتابخانه ای مجهز و بزرگ با حدود ۲۰۰۰۰ جلد کتاب در موضوعات مختلف کمک رسان و یاری دهنده دانشجویان و استادان در امر پژوهش و تحقیق است. این دانشکده در حال حاضر دارای ۶۷ عضو هیئت علمی در گروه‌های پنج‌گانه می‌باشد و مصمم است با افزایش تعداد اعضا هیئت علمی نه تنها در جهت تعالی و رشد اهداف آموزش عالی نسبت به جذب دانشجویان در مقاطع تحصیلات تکمیلی همت گمارد، بلکه با افزایش سطح کیفی آموزشی در رشته‌های مختلف در به ثمر رسانی امر آموزش کوشا باشد.
لازم است ذکر شود فضای آموزشی دانشکده فنی و مهندسی دارای سی و دو کلاس آموزشی مجهز، دو آتلیه نقشه‌کشی، دو سایت آموزشی، یک سایت عمومی، کتابخانه، سالن مطالعه، کارگاه‌ها و آزمایشگاه‌های آموزشی و پژوهشی، اتاق سمینار و سالن آمفی تئاتر می‌باشد. همچنین گروه‌های آموزشی مشغول به فعالیت دارای شش انجمن علمی در دانشکده می‌باشند که تمامی فعالیت‌های این انجمن‌ها توسط دانشجویان گروه‌های مربوط انجام می‌شود.

### مدیریت
دانشکده مدیریت پیش از این در دانشکده علوم انسانی فعالیت می‌کرد که پس از تأیید سازمان مرکزی مصوبه آن مورد پذیرش قرار گرفته و در دست اقدام است. در نیمسال اول ۹۶–۹۵ در ساختمانی که پیش از این متعلق به دانشکده برق، کامپیوتر و محیط زیست بود، به صورت مستقل فعالیت خود را آغاز نمود این دانشکده حدوداً دارای ۳۰۰۰ دانشجو در رشته‌های مدیریت و محیط زیست می‌باشد.

### علوم انسانی
دانشکده علوم انسانی واحد تهران غرب در مقطع دکتری دارای رشتهٔ آموزش زبان انگلیسی و جامعه‌شناسی گرایش جامعه‌شناسی اقتصادی و توسعه و در مقطع کارشناسی ارشد دارای رشته‌های آموزش زبان انگلیسی، حسابداری، حقوق بین‌الملل، حقوق خصوصی، روانشناسی بالینی، روانشناسی عمومی، علوم ارتباطات اجتماعی، امور فرهنگی گرایش امور فرهنگی، مشاوره و راهنمایی، مطالعات فرهنگی و رسانه، مشاوره خانواده و علوم اجتماعی گرایش جامعه‌شناسی و جامعه‌شناسی انقلاب و در مقطع کارشناسی دارای رشته‌های حسابداری گرایش‌های حسابداری، حسابرسی، مالیاتی و دولتی و حقوق، روانشناسی، اقتصاد، علوم ورزشی و مشاوره است. تعداد اعضای هیئت علمی دانشکده ۳۷ نفر است و در مجموع تعداد ۳۲۶۳ نفر دانشجو درمقاطع مختلف دردانشکده مشغول به تحصیل هستند. لازم است ذکر شود کلاس‌های کارگاه هتلداری واحد تهران غرب در این دانشکده مستقر است و کلاس‌های دانشجویان این رشته در کارگاه برگزار می‌شود.
درراستای پرداختن به توسعه کیفی بنا به ضرورت در این مرحله، تلاش دانشکده و اعضای هیئت علمی تمرکز بر ارتقای کیفی گروه‌های آموزشی خواهد بود. علاوه بر این در جهت تقویت حوزه پژوهش ایجاد آزمایشگاه روانشناسی و راه اندازی انجمنهای علمی در رشته‌های موجود در دستور کار قرار داشته‌است. مرکز مشاوره واحد تهران غرب نیز باتوجه به دایر بودن رشته‌های روانشناسی و مشاوره در این دانشکده با هدف کمک به دانشجویان گرامی در حال فعالیت است.

### هنر و معماری
این دانشکده از نیمسال اول سال تحصیلی ۹۶–۹۵ به‌طور مستقل فعالیت خود را آغاز کرده‌است و تعداد ۲۳۰۰ دانشجوی هنر ومعماری در مقطع کارشناسی، کارشناسی ارشد و دکتری در گرایش‌های تحصیلی معماری، طراحی صنعتی، شهرسازی و برنامه‌ریزی شهری در حال تحصیل می‌باشند.
این دانشکده با تعداد ۱۸ عضو هیئت علمی و حدود ۱۲۰ مدرس مدعو جهت پیشبرد اهداف علمی و هنری جامعه دانشگاهی ایران حرکت می‌کنند.
همچنین این دانشکده دارای دو انجمن علمی (معماری – طراحی صنعتی) و یک دپارتمان رسمی هنر می‌باشد که در جهت پیشبرد اهداف علمی دانشگاه فعالیت می‌کنند.

### علوم پایه و عمومی
مجتمع علوم پایه و عمومی دانشگاه آزاد اسلامی واحد تهران غرب از ابتدای نیمسال اول ۹۶–۱۳۹۵ فعالیت خود را آغاز نمود و گروه پایه و عمومی (شامل گروه‌های ریاضی، فیزیک، زبان خارجه عمومی و ادبیات فارسی) کلیه دانشکده‌ها اعم از فنی و مهندسی – هنر و معماری – حسابداری و مدیریت به این مرکز منتقل گردید. علاوه بر دروس عمومی یادشده کلاس درس آشنایی با مبانی دفاع مقدس و همچنین آزمایشگاه‌های فیزیک یک و فیزیک دو نیز در این مجتمع برگزار می‌گردد.

## علمی
در زمینه‌های علمی هم دارای تیم رباتیک و تیم بتن می‌باشد تیم رباتیک فعالیت خود را از سال ۹۰ و تیم بتن از سال ۹۴ آغاز نمودند

### تیم رباتیک
تیم رباتیک دانشگاه آزاد اسلامی تهران غرب (R2Lab)، به عنوان یکی از مقام آورترین تیم‌های حاضر در مجموعهٔ دانشگاه آزاد اسلامی می‌باشد که توانسته‌است، مقام‌های متعددی در این زمینه کسب نماید.

### تیم بتن
تیم بتن واحد متشکل از امیر فصیحی در نوزدهمین دوره مسابقات انجمن بتن آمریکا در اولین حضور دانشگاه تهران غرب در این رقابت‌ها توانستند رتبه اول را کسب نمایند لازم است ذکر شود این اولین رتبه کسب شده تاریخ واحد در مسابقات بتن بوده. همچنین تیم واحد در مسابقات بتن تبریز نیز پیش از این توانسته بود رتبه ششم را از میان چهل تیم کسب نماید.

### باشگاه پژوهشگران جوان
کسب مقام اول باشگاه پژوشگران واحد تهران غرب در ایران در میان باشگاه‌های برتر ایران در سال ۱۴۰۰ و کسب عنوان باشگاه برتر در میان ۳۰۰ باشگاه پژوهشگران جوان دانشگاه آزاد اسلامی
کسب مقام اول کشوری توسط باشگاه پژوهشگران واحد تهران غرب در رتبه‌بندی یک چهارم نهایی سال تحصیلی ۱۴۰۰_۱۳۹۹ انجمن‌های علمی دانشگاه آزاد اسلامی در میان واحد تمام واحدهای دانشگاهی آزاد اسلامی سراسر کشور
کسب مقام اول باشگاه پژوشگران واحد تهران غرب در ایران در میان باشگاه‌های برتر ایران و کسب عنوان باشگاه برتر در میان ۱۰۰ باشگاه پژوهشگران جوان دانشگاه آزاد اسلامی
کسب باشگاه پژوهشگران جوان برتر در هشتمین جشنواره فرهیختگان دانشگاه آزاد اسلامی توسط باشگاه پژوهشگران جوان واحد تهران غرب در سال ۱۳۹۹

## گروه‌های آموزشی

### کارشناسی
- حقوق
- روانشناسی
- زبان روسی
- ادبیات فرانسه
- اقتصاد
- علوم ورزشی
- مشاوره
- حسابداری
- مدیریت آموزشی
- مدیریت کسب و کارهای کوچک
- مدیریت هتلداری
- مدیریت گردشگری
- مدیریت بازرگانی
- مدیریت دولتی
- مدیریت امور بانکی
- مدیریت گمرک
- مدیریت بیمه
- مدیریت صنعتی
- مهندسی عمران
- مهندسی معماری
- شهرسازی
- محیط زیست
- هنرهای تجسمی
- بازیگری
- طراحی صنعتی
- مهندسی مکانیک
- مهندسی صنایع
- مهندسی کامپیوتر
- مهندسی برق

### کارشناسی ارشد
- مدیریت فرهنگی - مدیریت امور فرهنگی
- آموزش زبان انگلیسی
- جامعه شناسی انقلاب اسلامی
- حسابداری
- حقوق بین الملل
- روانشناسی بالینی
- علوم ارتباطات اجتماعی
- علوم اجتماعی - جامعه شناسی
- مطالعات فرهنگی و رسانه
- مشاوره و راهنمایی
- مشاوره و خانواده
- مطالعات زنان - حقوق زن در اسلام
- مدیریت دولتی
- مدیریت آموزشی
- مدیریت صنعتی
- مدیریت بازرگانی
- مدیریت کسب و کارهای کوچک
- معماری
- مهندسی عمران - زلزله
- مهندسی عمران - سازه
- برنامه ریزی شهری
- علوم محیط زیست
- مهندسی محیط زیست - منابع اب
- مهندسی محیط زیست - اب و فاضلاب
- مدیریت ایمنی بهداشت محیط زیست (HSE)
- مهندسی عمران - محیط زیست
- مهندسی مکانیک - طراحی کاربردی
- مهندسی مکانیک - تبدیل انرژی
- مهندسی صنایع
- مهندسی برق - مدارهای مجتمع الکترونیک
- مهندسی برق - افزاره های میکرو و نانوالکترونیک
- مهندسی برق - سیستمهای الکترونیک دیجیتال
- مهندسی برق - سیستمهای قدرت
- مهندسی برق - الکترونیک قدرت و ماشین های الکتریکی
- مهندسی برق - برنامه ریزی و مدیریت سیستمهای انرژی الکتریکی

### دکتری
- مدیریت رسانه
- آموزش زبان انگلیسی
- جامعه شناسی (گرایش جامعه شناسی اقتصادی و توسعه)
- مدیریت آموزشی
- معماری
- مهندسی عمران - سازه
- برنامه ریزی شهری
- علوم محیط زیست
- مهندسی محیط زیست - الودگی هوا
- مهندسی محیط زیست - اب و فاضلاب
- مهندسی برق گرایش الکترونیک

## رویدادها

### استارت آپ ویکند
استارت‌آپ ویکند یک رویداد آموزشی-تجربی (Experiential Education) در سراسر دنیاست که در ۳ روز متوالی (در انتهای هفته) برگزار می‌گردد. در این برنامه شرکت کنندگان پر انگیزه‌ای شامل برنامه نویسان، مدیران تجاری، عاشقان استارت‌آپ، بازاریاب‌ها و طراحان گرافیک گرد هم می‌آیند تا طی ۵۴ ساعت ایده‌هایشان را مطرح کنند، گروه تشکیل بدهند و هر گروه ایده‌ای را اجرا کند. رویداد جهانی استارت آپ ویکند بر اساس ایده‌ها برگزار می‌شود و در این رویداد شرکت کنندگان ایده‌های فن آورانه خود را جهت داوری و انتخاب ایده برتر ارائه خواهند نمود. این رویداد به عنوان نخستین رویداد استارت آپ ویکند دانشگاه آزاد اسلامی در مهرماه ۱۳۹۴ در دانشگاه تهران غرب برگزار شد.